# Getijdenpoel

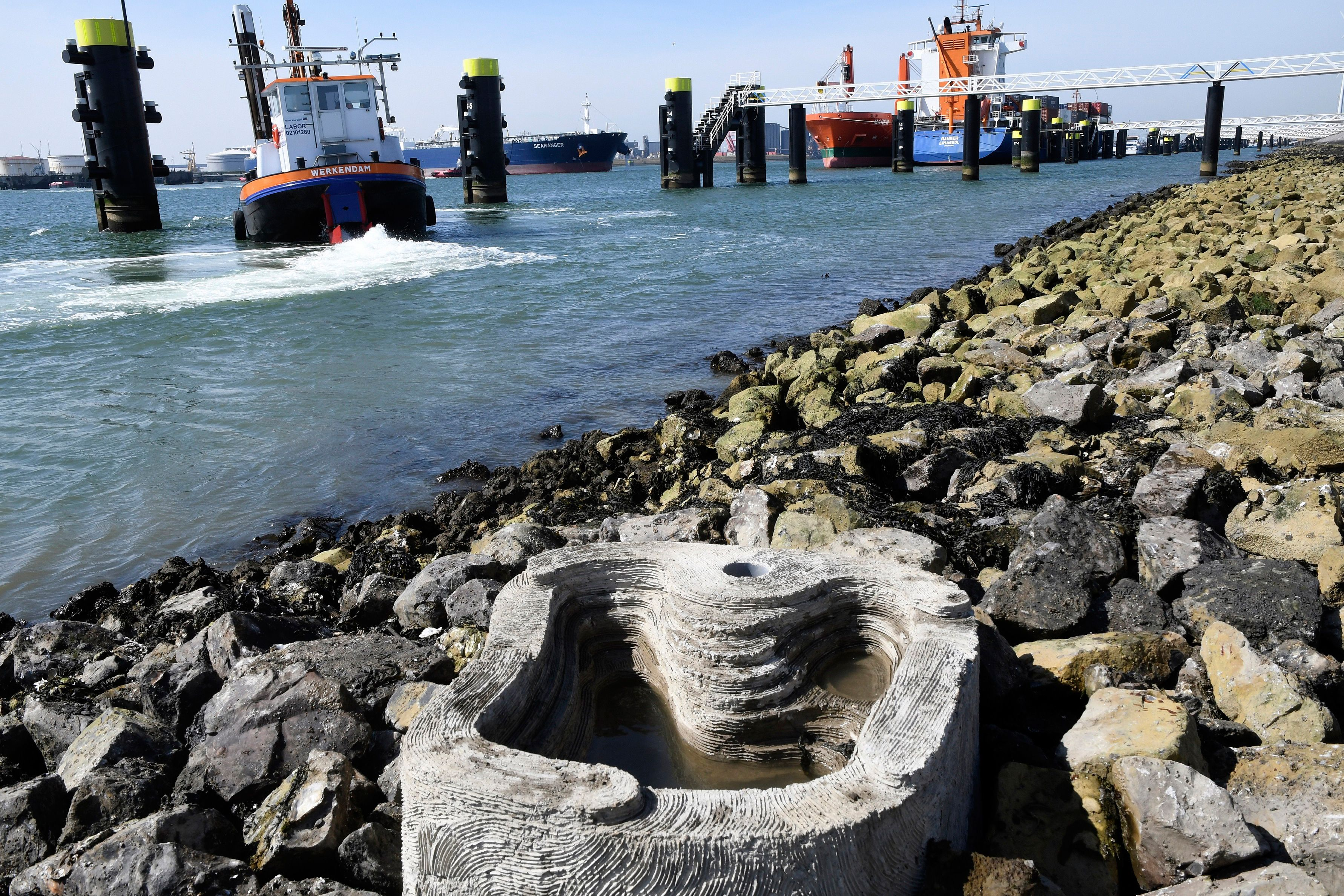
Kunstmatig poeltje aan het Calandkanaal

Een getijdenpoel is een poel aan de oever van een  getijdenwater waarin na vloed water achterblijft. Er kan zo een specifiek biotoop ontstaan. De poelen kunnen natuurlijk zijn of aangelegd.

## Aangelegd
Kunstmatige getijdenpoelen kunnen bestaan uit al dan niet met natuursteen aangeklede ruwe, betonnen kuipen aan een oever. Ze vormen poelen die van nature horen bij een stenige kust, maar bij aangelegde kunstwerken zoals havens grotendeels ontbreken. De bedoeling ervan is de biodiversiteit en de vestigingsmogelijkheden van allerlei organismen te vergroten en daarmee de natuurkwaliteit te verbeteren. Ook zwembaden worden aan rotsige kusten wel als getijdenpoel aangelegd.

### Nederland
Aangelegde getijdenpoelen met een educatieve insteek zijn in Nederland onder meer te zien in het Nationaal Park Oosterschelde op Neeltje Jans en bij het Watersnoodmuseum te Ouwerkerk.
Havenbedrijf Rotterdam heeft in 2018 aan de noordzijde van het Calandkanaal langs de Landtong van Rozenburg zestien kleine speciaal ontworpen betonnen getijdenpoelen laten plaatsen ter vergroting van de biodiversiteit ter plekke.